# Kevin Nee
Kevin Nee (ur. 21 sierpnia 1985, Hopedale, Massachusetts) – amerykański strongman.
Jeden z najlepszych amerykańskich siłaczy.

## Życiorys
Kevin Nee rozpoczął treningi siłowe w wieku piętnastu lat. Pierwszy raz wziął udział w zawodach siłaczy w lutym 2002 r. W 2002 r. został najsilniejszym nastolatkiem w USA.
Dotychczas wziął udział pięciokrotnie w indywidualnych Mistrzostwach Świata Strongman, w latach 2005, 2006, 2007, 2008 i 2009. Pierwszy raz wystartował w Mistrzostwach Świata Strongman 2005, lecz nie zakwalifikował się do finału. Do finału nie dostał się również w Mistrzostwach Świata Strongman 2006. Dopiero w Mistrzostwach Świata Strongman 2007 udało mu się zakwalifikować do finału i został wówczas ósmym najsilniejszym człowiekiem świata. W Mistrzostwach Świata Strongman 2008 i Mistrzostwach Świata Strongman 2009 ponownie nie znalazł się w finałach.
Od 2008 r. doznał kilku poważnych kontuzji (w tym dwukrotnie zerwania bicepsu), których efektem były słabe wyniki w zawodach.
Mieszkał w Tempe (Arizona), obecnie mieszka w Phoenix, w stanie Arizona.
Wymiary:
- wzrost 188 cm
- waga 134 kg
- biceps 51 cm
- klatka piersiowa 140 cm
- talia 100 cm

Rekordy życiowe (21 lat):
- przysiad 250 kg
- wyciskanie 190 kg
- martwy ciąg 320 kg

Rekordy życiowe (obecnie):
- przysiad 410,5 kg
- wyciskanie 250 kg
- martwy ciąg 420 kg

## Osiągnięcia strongman
- 2005

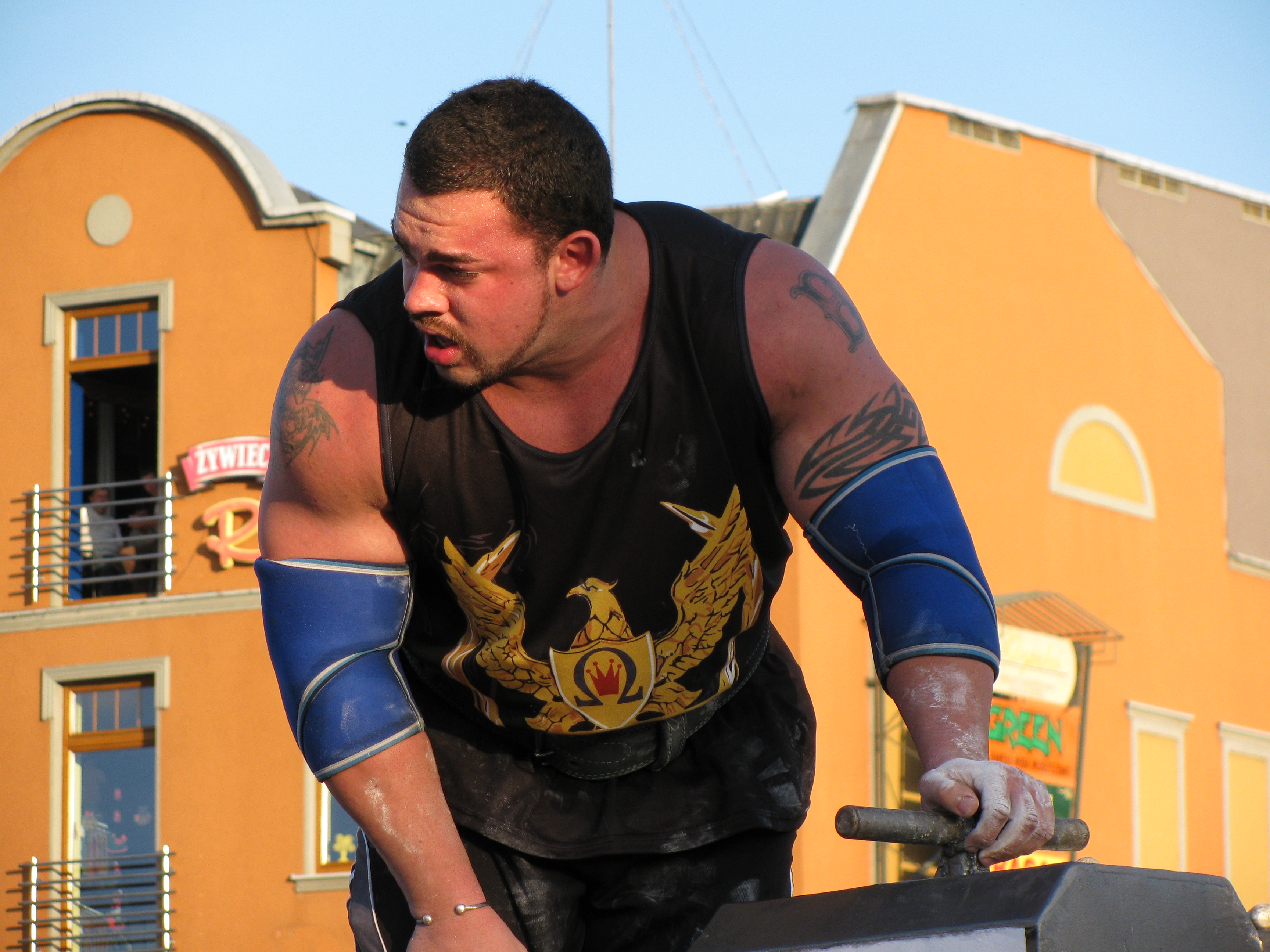
Kevin Nee podczas zawodów Giganci Na Żywo 2009: Malbork

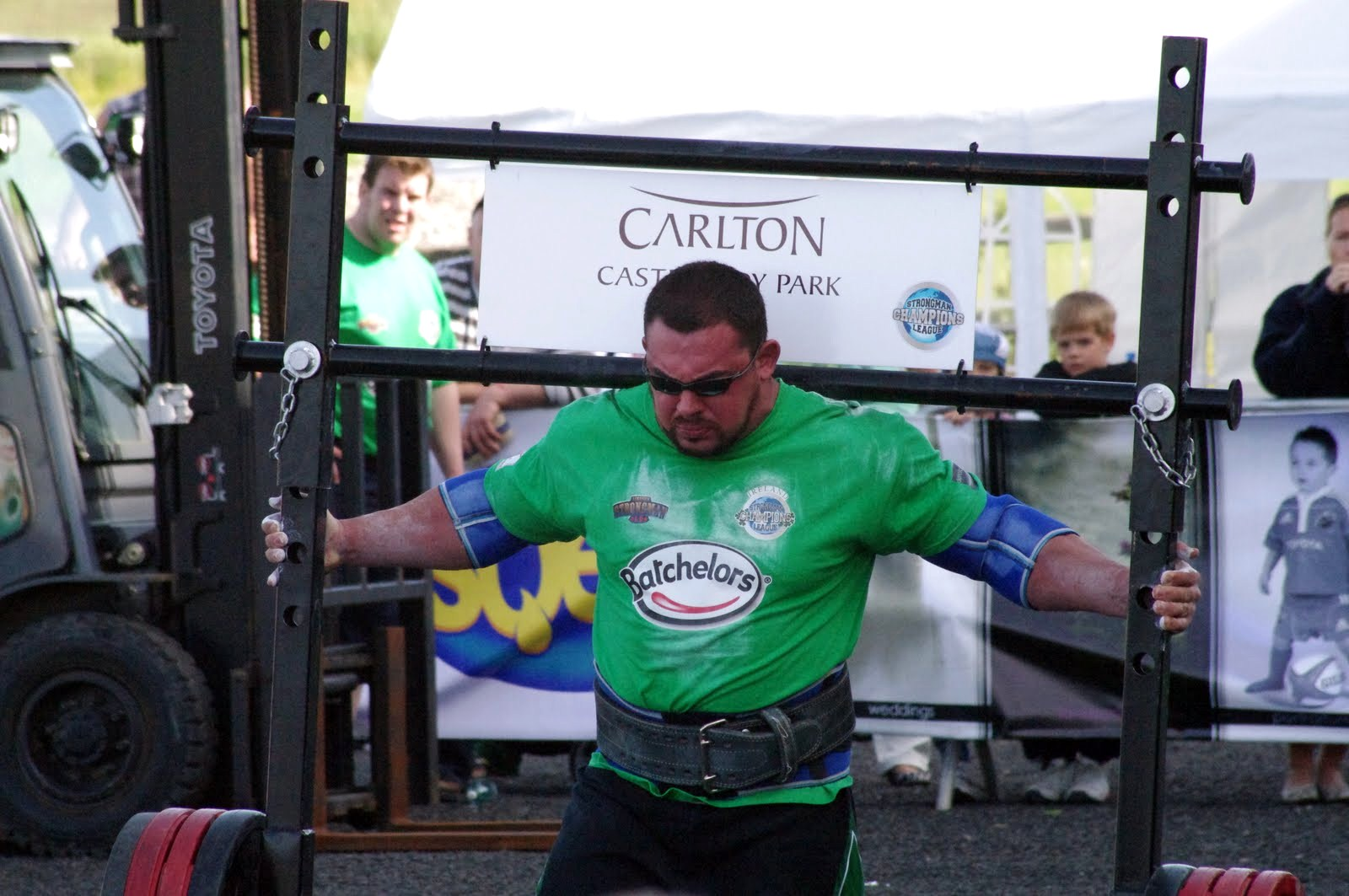
Kevin Nee w Spacerze buszmena

  - 7. miejsce - Super Seria 2005: Mohegan Sun
  - 9. miejsce - Mistrzostwa Panamerykańskie Strongman 2005
- 2006
  - 7. miejsce - FitExpo Strongman 2006
  - 7. miejsce - Ironman Strongman 2006
  - 5. miejsce - Super Seria 2006: Mohegan Sun
  - 4. miejsce - Mistrzostwa USA Strongman 2006
  - 7. miejsce - Puchar Świata Siłaczy 2006: Grodzisk Mazowiecki
- 2007
  - 5. miejsce - Trzeci Pojedynek Gigantów
  - 2. miejsce - All-American Strongman Challenge 2007
  - 2. miejsce - Super Seria 2007: Mohegan Sun
  - 6. miejsce - Super Seria 2007: Venice Beach
  - 4. miejsce - Puchar Świata Siłaczy 2007: Dartford
  - 8. miejsce - Mistrzostwa Świata Strongman 2007, USA
- 2008
  - 7. miejsce - Super Seria 2008: Nowy Jork
  - 5. miejsce - Super Seria 2008: Viking Power Challenge
- 2009
  - 5. miejsce - All-American Strongman Challenge 2009 (kontuzjowany)
  - 5. miejsce - Giganci Na Żywo 2009: Stavanger
  - 11. miejsce - Super Seria 2009: Bukareszt
  - 4. miejsce - Giganci Na Żywo 2009: Malbork